# Exeter hercege
Az Exeter hercege címet többször is létrehozták Angliában a késő középkor folyamán. Exeter Devon (megye) székhelye. A címet először John Holland, II. Richárd király féltestvére kapta meg 1397-ben, de a cím két évvel később, IV. Henrik trónra lépésével elveszett. Ezt követően Henrik unokaöccse, V. Henrik adományozta a címet Thomas Beaufortnak, Dorset 1. grófjának, aki Holland féltestvére volt. Beaufort 1426-ban utód nélkül halt meg, ekkor a címet visszaadták a Holland családnak, amelynek tagjai viselték, míg a 3. herceget 1461-ben Lancaster-házhoz való hűsége miatt megfosztották címétől, 1475-ben halt meg.

## Első létrehozás (1397)
John Holland, Exeter 1. hercege (1352–1400), II. Richárd féltestvére, árulás miatt kivégezték féltestvére unokatestvére és riválisa, IV. Henrik ellen elkövetett összeesküvésért, ekkor elvesztette címeit.

## Második létrehozás (1416)
Thomas Beaufort, Exeter hercege (~1377–1426), Lancasteri János, Lancaster hercege (III. Eduárd harmadik fiának) harmadik, törvényesített fia volt. Gyermek nélkül halt meg, így a hercegség kihalt.

## Harmadik létrehozás (1444)
Az 1397-es hercegség sorszámozása szerint néha 2. vagy 3. hercegként említik őket.

John Holland, Exeter 2. hercege, de az új (1416-os) létrehozás szerinti első herceg (1395–1447), az 1397-ben létrehozott hercegség első hercegének fia volt. Apja címeit visszakapta, miután unokatestvérét, a lancastriai V. Henriket szolgálta.

Henry Holland, Exeter 3. hercege, az új létrehozás szerinti második herceg (1430–1475), az előző herceg fia volt, címeit 1461-ben elvesztette.
- John Holland (1352–1400) címere
- Thomas Beaufort (~1377–1426) címere.
- Az 1444-es létrehozás hercegeinek címere.

## Fordítás
- Ez a szócikk részben vagy egészben  a   Duke of Exeter című angol Wikipédia-szócikk ezen változatának fordításán alapul.  Az eredeti cikk szerkesztőit annak laptörténete sorolja fel. Ez a jelzés csupán a megfogalmazás eredetét és a szerzői jogokat jelzi, nem szolgál a cikkben szereplő információk forrásmegjelöléseként.